# Samson erschlägt einen Philister

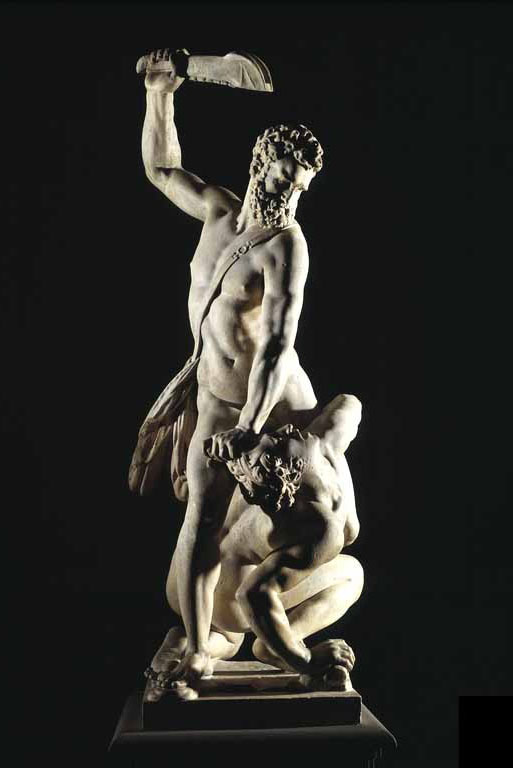
Giambologna: Samson erschlägt einen Philister
Victoria and Albert Museum, London

Samson erschlägt einen Philister ist eine Skulptur des flämisch-italienischen Bildhauers Giambologna (1529–1608). Sie zeigt die biblische Figur Samson, der nach einer Erzählung im Buch der Richter (Ri 15,15 ) mit dem Kieferknochen eines Esels 1000 Philister erschlug. Giambolognas Skulptur, etwa 2,1 Meter hoch, ist das früheste Monumentalwerk des Künstlers und entstand um 1562 in Florenz. Sie besteht aus einem einzigen Marmorblock, der nur an fünf schmalen Stellen mit dem Sockel der Statue verbunden ist. Die Zweiergruppe gelangte im 17. Jahrhundert über Spanien nach England, ist seit 1954 im Victoria and Albert Museum in London als zentrales Werk der dortigen Skulpturensammlung ausgestellt und gilt als ein Hauptwerk des Manierismus. Sie zeichnet sich durch spiralförmige Allansichtigkeit aus, so dass sie aus jedem Winkel einen unterschiedlichen Anblick bietet.
Der Kampf zwischen Samson und seinem Widersacher wurde von Giambologna im Auftrag von Francesco I. de’ Medici ausgeführt und war für einen Brunnen in Florenz vorgesehen. Gemäß einem Bericht von Filippo Baldinucci stand die Statue im Hause des Botschafters von Florenz und wurde im Jahre 1607, zusammen mit Samson und der Löwe des Bildhauers Cristoforo Stati (1556–1619), dem Herzog von Lerma geschenkt, der sie in den Ribera-Palast (Palacio de la Ribera) in der spanischen Stadt Valladolid bringen ließ. Eine Abbildung des ursprünglich vorgesehenen Brunnens ist in den Uffizien in Florenz erhalten. Das Brunnenbecken befindet sich heute im Inselgarten des Schlosses von Aranjuez, als Bestandteil eines Bacchus-Brunnens des flämischen Bildhauers Jacques Jonghelinck (1530–1606). 1623 schenkte der spanische König Philipp IV. die Samson-Statue dem Prince of Wales, der sich zu Heiratsverhandlungen in Spanien aufhielt und später als Karl I. englischer König wurde. Er wiederum überreichte sie seinem Günstling, dem Herzog von Buckingham, der für den Transport nach England besorgt war. 1762 beschenkte König Georg III. seinen Freund Thomas Worsley mit der Statue, der sie auf sein Anwesen Hovingham Hall in Yorkshire bringen ließ, von wo sie im Jahr 1953 durch das Victoria Albert Museum erworben wurde.

## Weblinks

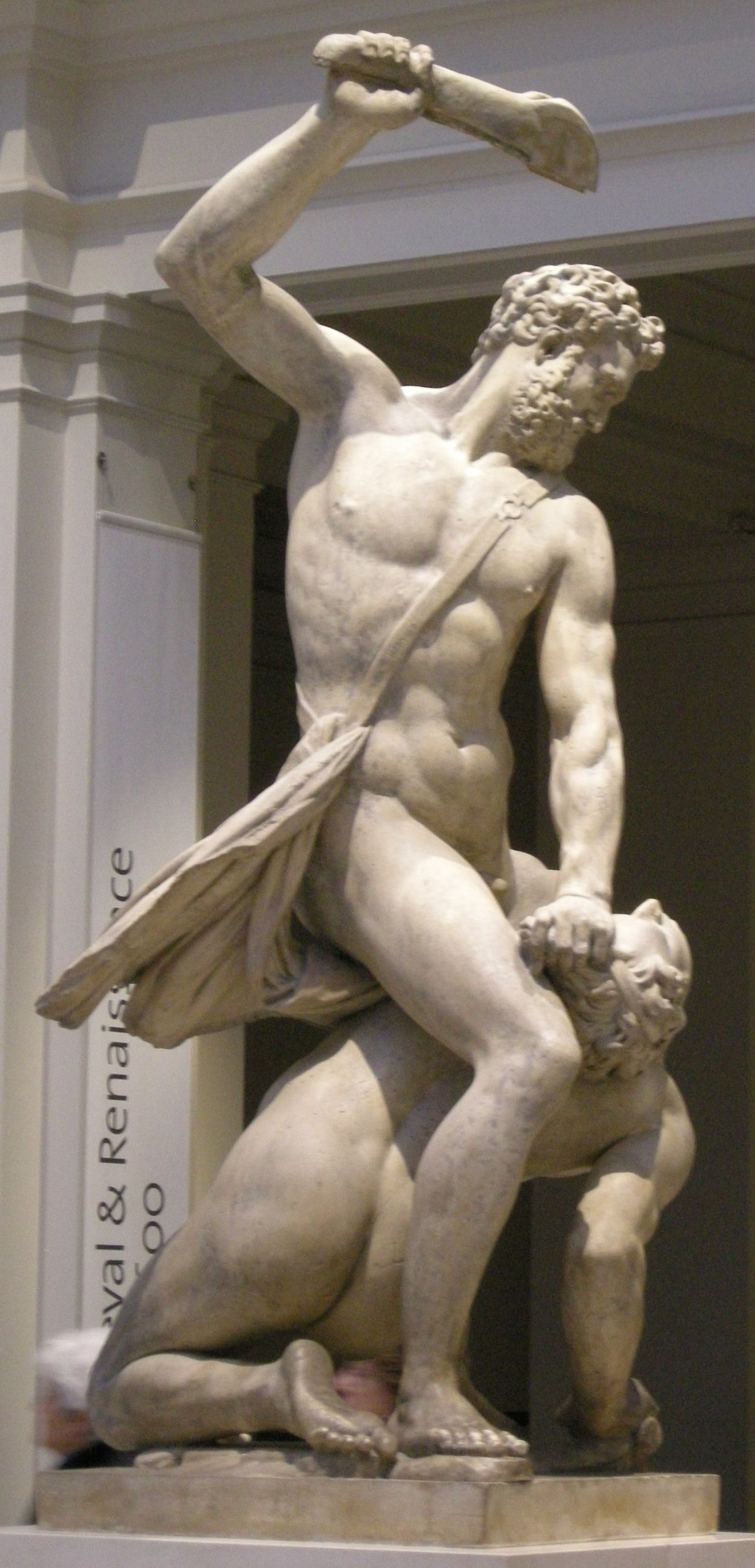
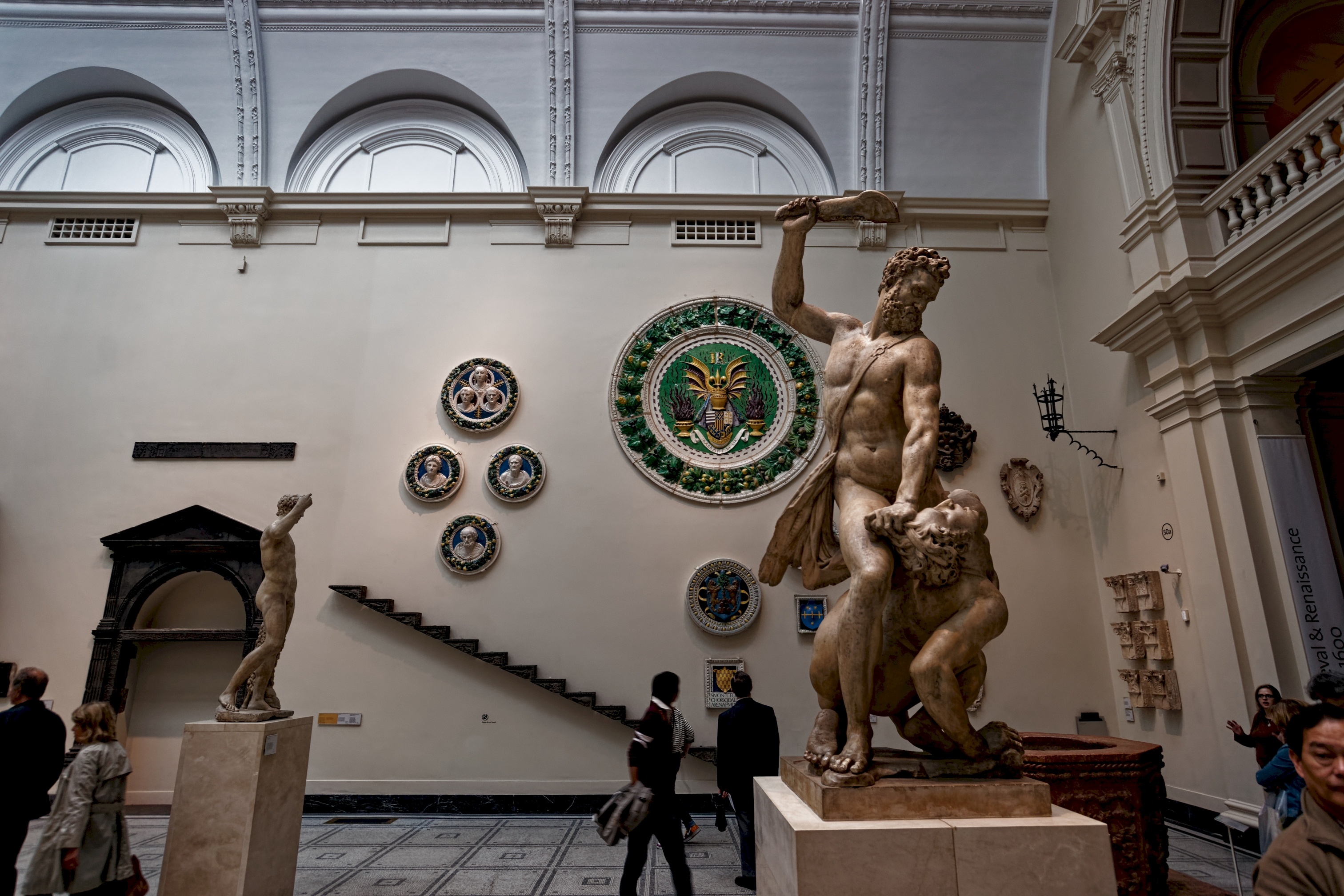
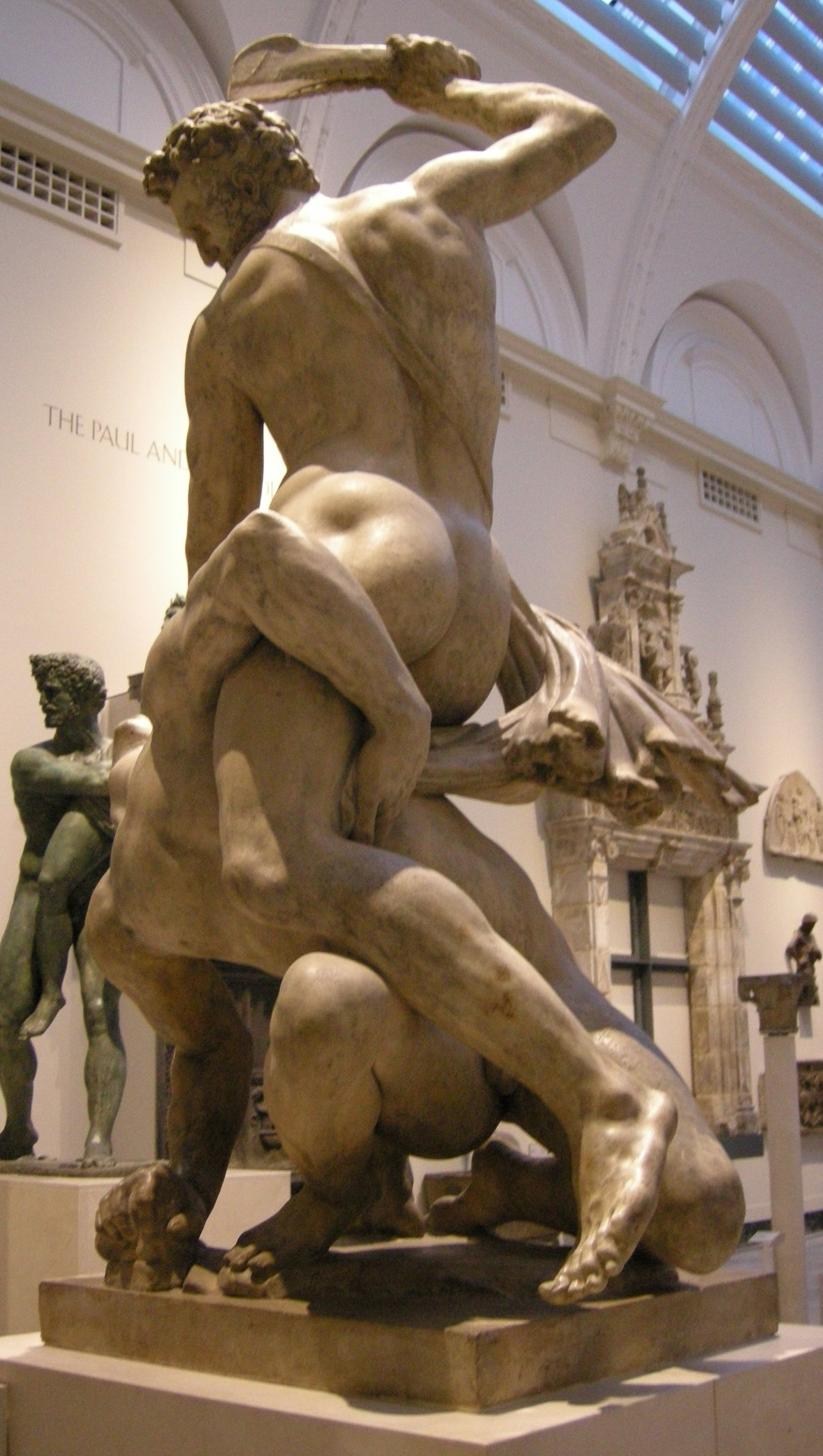